# Fobos (luna)
Fóbos (grško Φόβος, latinizirano: Fóbos, dob. 'strah') je eden od dveh Marsovih naravnih satelitov in je večji od Deimosa. Njegova tirnica je, za razliko od Deimosove, nestabilna. Grozi mu trk z Marsom. V enem stoletju se mu razdalja do Marsa zmanjša za 9 m.

## Splošni podatki
Fobos se giblje manj kot 6000 km nad površjem planeta in njegov obhodni čas je le 7 ur in 39 minut, kar pomeni, da bi ga opazovalec na Marsu videl, kako vzhaja na zahodu in že 4 ure in pol kasneje zahaja na vzhodu, in v tem času bi prešel več kot polovico svojih men od mlaja do ščipa. Razmik med njegovimi zaporednimi vzhodi ne bi bil daljši od 11 ur. A vendar Fobos ne bi bil ravno uporaben kot nočni vir svetlobe. Z Marsa bi bil njegov navidezni premer manjši, kot je z Zemlje pol Luninega, in bi dajal le nekoliko več svetlobe, kot nam je pošilja Venera. Opazovalec, ki bi stal na večji geografski širini kot 69º, ga sploh ne bi videl, za vse ostale pa bi pogosto skril v Marsovo senco. Prehod prek Sonca bi opravil 1300-krat v enem Marsovem letu, za prehod Sončevega diska pa potreboval 19 sekund.
Fobos je temno telo nepravilnih oblik z največjim premerom 27 km. Površje mu prekriva "prašen" regolit in slike sond kažejo tudi kraterje. Največji med njimi je Stickney, ki se imenuje po ženi Asapha Halla, s premerom 10 km. Drugi merijo okoli 5 km v premeru, od teh se eden imenuje po Hallu. Videti je tudi grebene, griče in nenavadne vzporedne žlebove, ki so glede na ekvator nagnjeni pod kotom 30º. Ti žlebovi so široki od 100 do 200 m in 10 do 20 m globoki. Izračunali so, da se Fobos po spirali vedno bolj bliža marsu - kar pomeni, da lahko čez 40 milijonov let pade na Mars.
Julija 1988 je Sovjetska zveza poslala proti Marsu dve sondi; njun glavni namen je bil pristati na Fobu ter preučevati njegovo površje. Na žalost sta bile obe odpravi neuspešni. Fobos 1 so izgubili že na poti tja, ker so mu kontrolerji poslali napačen ukaz. Za Fobos 2 so načrtovali, da se bo dotaknil Foba, se "pripel" na površje ter s pomočjo domiselnega mehanizma skakljal po satelita, a z njim so zgubili stik preden je prišel do Foba, poslal je le nekaj slik. Ruski neuspehi z Marsom so se nadaljevali, popolnoma neuspešna je mila tudi ameriška sonda Mars Observer leta 1993. Leta 1996 in 1997 so proti Marsu poslali nove sonde.